# 레리크구
레리크구(아제르바이잔어: Lerik rayonu)는 아제르바이잔 남부에 위치한 구로 행정 중심지는 레리크이며 면적은 1,084km2, 인구는 72,100명이다. 서쪽과 남쪽으로는 이란과 국경을 접한다.

## 사진

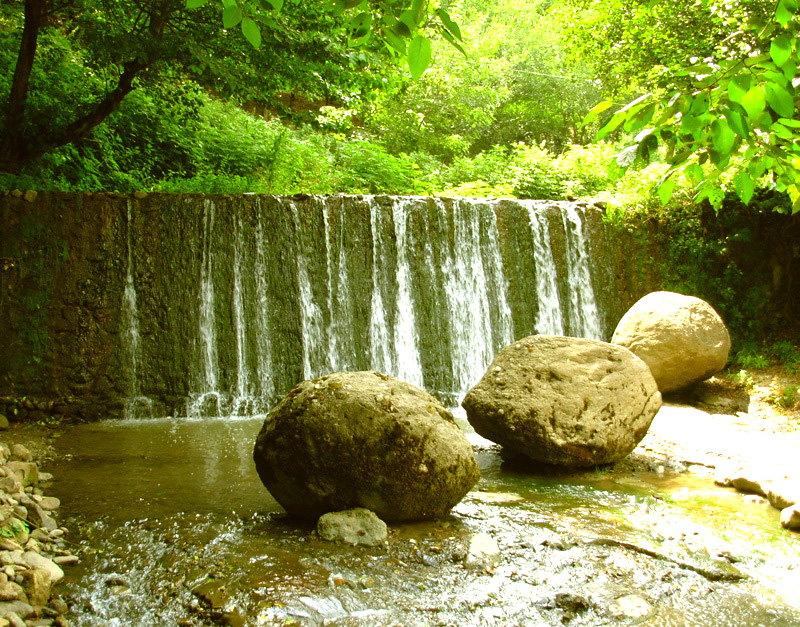
레리크구
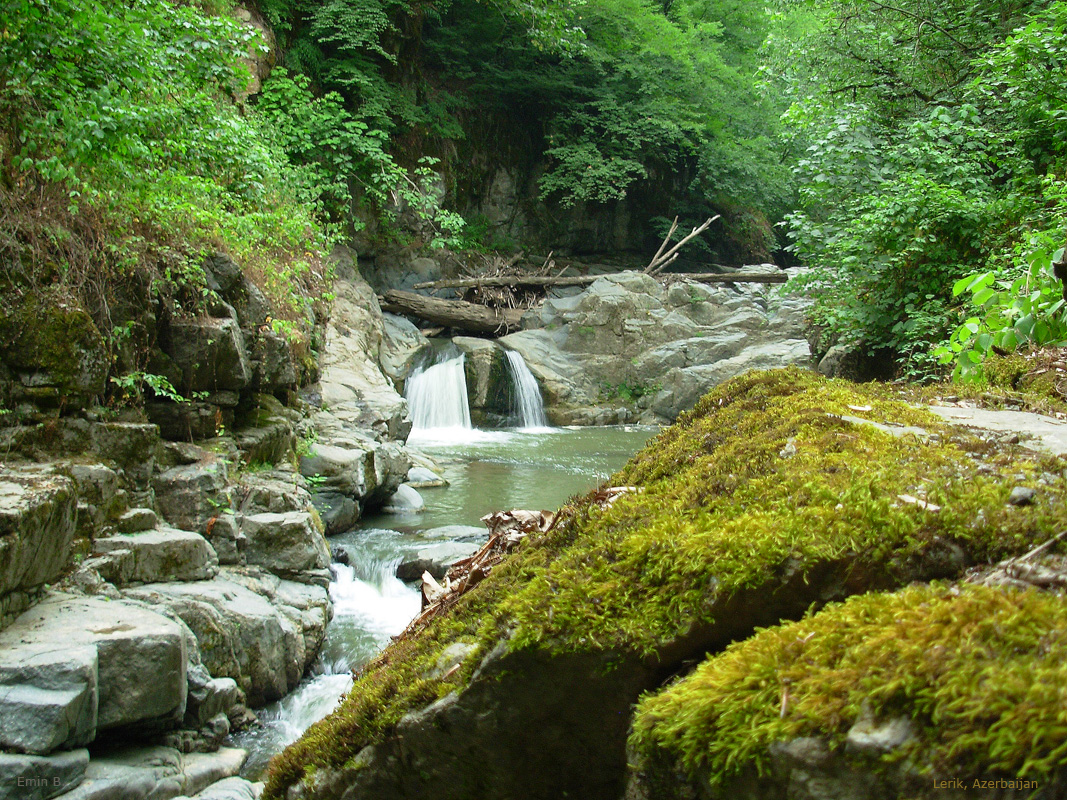
레리크구
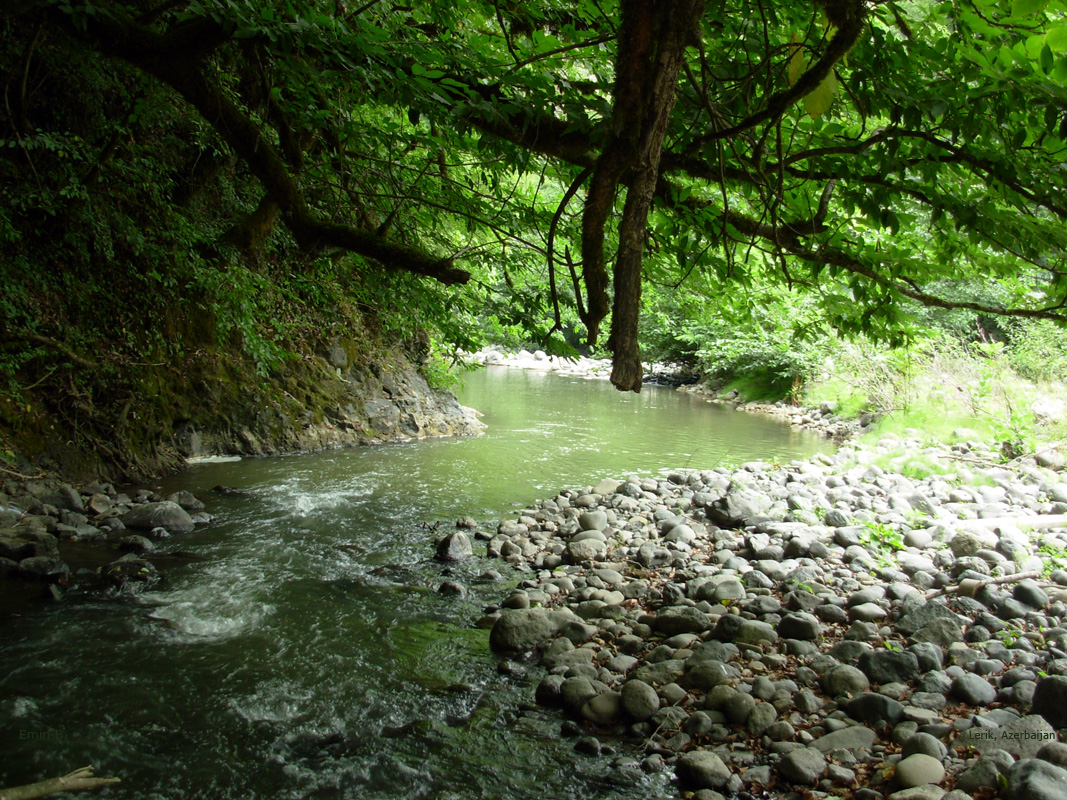
레리크구